# Acalypha friexii
Acalypha friexii é uma espécie de flor do gênero Acalypha, pertencente à família Euphorbiaceae.